# Ludwik Ruczka
Ludwik Ruczka (ur. 16 września 1814 w Szlachtowej, zm. 30 listopada 1896 w Kolbuszowej) – polski duchowny rzymskokatolicki, działacz społeczny zwany "Ojcem Sybiraków". poseł do Sejmu Krajowego Galicji i do austriackiej Rady Państwa, 

## Życiorys
Ochrzczony i bierzmowany w cerkwi greckokatolickiej w Szlachtowej. Uczył się w gimnazjum w Przemyślu (1828-1829) i Podolińcu (1830) i ponownie w Przemyślu (1832-1833). Następnie ukończył kursy filozoficzne w Liceum w Przemyślu (1833-1835). Po rocznych studiach na Wydziale Prawa na uniwersytecie we Lwowie wstąpił w 1836 do Seminarium Duchownego w Tarnowie. Studia teologiczne odbył w latach 1837-1839 na uniwersytecie w Wiedniu. W 1839 uzyskał święcenia kapłańskie. Od września 1839 był wikarym w Olesnie w pow. dąbrowskim a od grudzień 1839 w Wadowicach. Potem przeniesiono go ponownie do Olesna (1840-1843), od 1842 był także katechetą w miejscowej szkole. Następnie wykładowca Seminarium Duchownego w Tarnowie (1843-1847), gdzie prowadził zajęcia z historii kościoła a od 1844 także prawo kościelne. Ze względu na sprzeciw władz austriackich nie otrzymał nominacji na profesora. W latach 1848–1896 był proboszczem parafii Wszystkich Świętych w Kolbuszowej od 1848. Był współzałożycielem Towarzystwa Oświaty Ludowej w Kolbuszowej (18 X 1889). Działał na rzecz zesłańców Imperium Rosyjskiego po powstaniu styczniowym 1863, w zakresie organizowania zbiórek pomoc, wyszukiwania ich pobytu, ułatwiania rodzinom przesyłania im paczek oraz zabiegów celem zwolnienia z niewoli. Współpracował z Komitetem wspierania wracających z Syberii rodaków. Akcję w tym zakresie rozpoczął późną jesienią 1863 w porozumieniu z Adamem Potockim oraz z Leonilą Dunin-Wąsowicz z Petersburga. W latach 1863–1873 opieką objął ok. tysiąca osób, z czego udało mu się uwolnić z Syberii  ok. 310, a z Rosji europejskiej - 198.   
Aktywny publicznie, uczestniczył w życiu politycznym Galicji w okresie jej autonomii. W latach 1871–1895 był członkiem Rady Powiatu kolbuszowskiego, wybierany z grupy gmin miejskich, potem z grupy większych posiadłości i ponownie z grupy gmin miejskich. Był także członkiem (1884-1896) i marszałkiem (1891-1896), Wydziału Powiatowego w Kolbuszowej. Został wybrany posłem Sejmu Krajowego Galicji I kadencji (1861-1867) w IV kurii obwodu Tarnów, z okręgu wyborczego nr 69 Ropczyce-Kolbuszowa. Był także posłem do austriackiej Rady Państwa w Wiedniu I kadencji (11 maja 1861 - 20 września 1865), wybranym przez Sejm z kurii XXI – jako delegat z grona posłów wiejskich okręgów: Jasło, Rzeszów, Łańcut, Leżajsk, Rozwadów, Tyczyn, Tarnów, Dąbrowa, Dębica, Ropczyce, Mielec. Następnie był posłem wybieranym w wyborach bezpośrednich w V kadencji (10 listopada 1873 - 22 maja 1879) i VI kadencji (7 października 1879 - 23 kwietnia 1885), wybieranym w kurii I (wielkiej własności) w okręgu nr 6 (Rzeszów, Kolbuszowa, Nisko, Łańcut, Tarnobrzeg, Ropczyce) a potem posłem w VII kadencji (22 września 1885 - 23 stycznia 1891) i VIII kadencji (9 kwietnia 1891 - 30 listopada 1896), wybieranym w kurii IV (gmin wiejskich) w okręgu nr 7 (Ropczyce, Mielec, Radomyśl, Tarnobrzeg, Rozwadów). W parlamencie austriackim był członkiem Koła Polskiego.  
Został pochowany na cmentarzu w Kolbuszowej.

## Rodzina
Był synem urzędnika celnego Franciszka (wychowanego w obrządku łacińskim) i Domicelli z Wislockich, córki proboszcza unickiego.

## Wyróżnienia
Uzyskał tytuł prałata, kanonika honorowego tarnowskiego (maj 1880) oraz notariusza i szambelana Jego Świątobliwości (1880). Jego imieniem nazwano ulicę w Kolbuszowej, otrzymał także tytuł honorowego obywatela tego miasta (1899).